# Wierzchosława Bolesławówna
Wierzchosława Bolesławówna (* um 1160; † nach 2. April 1212) war eine polnische Prinzessin und Nonne. Sie entstammte dem Adelsgeschlecht der großpolnischen Piasten.

## Leben
Wierzchosława  war eine Tochter von Herzog Bolesław Mieszkowic von Großpolen († 1195) und Dobroslawa von Schlawe. Sie war die Schwester von Audacia Margarethe und der namentlich nicht bekannten Ehefrau von Jaksa von Gützkow. Sie trat ins Prämonstratenserinnenkloster in Strzelno ein. Sie starb in dem Kloster und wurde in der Klosterkirche beigesetzt.

## Ehe und Familie
Wierzchosława heiratete nicht und hatte keine Nachkommen.